# Wann
Wann és una població dels Estats Units a l'estat d'Oklahoma. Segons el cens del 2000 tenia 132 habitants.

## Demografia
Segons el cens del 2000, Wann tenia 132 habitants, 50 habitatges, i 35 famílies. La densitat de població era de 299,8 habitants per km².
Dels 50 habitatges en un 36% hi vivien nens de menys de 18 anys, en un 60% hi vivien parelles casades, en un 8% dones solteres, i en un 30% no eren unitats familiars. En el 30% dels habitatges hi vivien persones soles el 10% de les quals corresponia a persones de 65 anys o més que vivien soles. El nombre mitjà de persones vivint en cada habitatge era de 2,64 i el nombre mitjà de persones que vivien en cada família era de 3,09.
Per edats la població es repartia de la següent manera: un 34,1% tenia menys de 18 anys, un 5,3% entre 18 i 24, un 25% entre 25 i 44, un 24,2% de 45 a 60 i un 11,4% 65 anys o més.
L'edat mediana era de 35 anys. Per cada 100 dones de 18 o més anys hi havia 107,1 homes.
La renda mediana per habitatge era de 27.917 $ i la renda mediana per família de 33.750 $. Els homes tenien una renda mediana de 26.250 $ mentre que les dones 21.250 $. La renda per capita de la població era de 13.512 $. Entorn del 9,7% de les famílies i el 9,3% de la població estaven per davall del llindar de pobresa.

## Poblacions més properes
El següent diagrama mostra les poblacions més properes.